# Olivier Fredj
 (mai 2022).
 (mai 2022).
- Si vous ne connaissez pas le sujet, laissez ce bandeau (vous pouvez alors contacter les auteurs).
- Si vous supprimez le contenu mis en cause (vous pouvez préalablement contacter les auteurs),

argumentez précisément cette suppression dans la page de discussion
(un manque de référence n'est pas un argument ; une recherche réelle de référence doit avoir été effectuée, être formellement documentée).
 (janvier 2022).
 (janvier 2022).
La mise en forme du texte ne suit pas les recommandations de Wikipédia : il faut le « wikifier ».
Les points d'amélioration suivants sont les cas les plus fréquents. Le détail des points à revoir est peut-être précisé sur la page de discussion.
- Les titres sont pré-formatés par le logiciel. Ils ne sont ni en capitales, ni en gras.
- Le texte ne doit pas être écrit en capitales (les noms de famille non plus), ni en gras, ni en italique, ni en « petit »…
- Le gras n'est utilisé que pour surligner le titre de l'article dans l'introduction, une seule fois.
- L'italique est rarement utilisé : mots en langue étrangère, titres d'œuvres, noms de bateaux, etc.
- Les citations ne sont pas en italique mais en corps de texte normal. Elles sont entourées par des guillemets français : « et ».
- Les listes à puces sont à éviter, des paragraphes rédigés étant largement préférés. Les tableaux sont à réserver à la présentation de données structurées (résultats, etc.).
- Les appels de note de bas de page (petits chiffres en exposant, introduits par l'outil «  Source ») sont à placer entre la fin de phrase et le point final[comme ça].
- Les liens internes (vers d'autres articles de Wikipédia) sont à choisir avec parcimonie. Créez des liens vers des articles approfondissant le sujet. Les termes génériques sans rapport avec le sujet sont à éviter, ainsi que les répétitions de liens vers un même terme.
- Les liens externes sont à placer uniquement dans une section « Liens externes », à la fin de l'article. Ces liens sont à choisir avec parcimonie suivant les règles définies. Si un lien sert de source à l'article, son insertion dans le texte est à faire par les notes de bas de page.
- La présentation des références doit suivre les conventions bibliographiques. Il est recommandé d'utiliser les modèles {{Ouvrage}}, {{Chapitre}}, {{Article}}, {{Lien web}} et/ou {{Bibliographie}}. Le mode d'édition visuel peut mettre en forme automatiquement les références.
- Insérer une infobox (cadre d'informations à droite) n'est pas obligatoire pour parachever la mise en page.

Pour une aide détaillée, merci de consulter Aide:Wikification.
Si vous pensez que ces points ont été résolus, vous pouvez retirer ce bandeau et améliorer la mise en forme d'un autre article.
 (mai 2022).
Il peut être nécessaire de l'améliorer pour respecter le principe de neutralité de point de vue. Veuillez consulter la page de discussion pour plus de détails.

Olivier Fredj est un metteur en scène franco-britannique, né le 10 janvier 1977 à Paris. Il est metteur en scène d’opéra, de théâtre et de théâtre musical.
Il est le directeur artistique de Paradox Palace, théâtre engagé.

## Biographie
Issu d’une mixité de cultures (algéroise, italienne, britannique et française)[réf. nécessaire], il s’intéresse à la littérature, au théâtre, et à la musique avec une formation initiale en guitare classique, chant et art dramatique à Saint-Mandé, puis aux conservatoires des VIe et XIe arrondissements de Paris.
Il est étudiant en littérature britannique puis est coordinateur de missions pédagogiques et sociales en Europe et en Afrique du Sud. De retour en France, il est journaliste culturel en presse écrite puis à la radio.

### Assistanat à la mise en scène
C’est dans ce cadre qu’il rencontre et rejoint en 2006 le Studio-Théâtre d’Asnières, où il travaille avec le metteur en scène et pédagogue Jean-Louis Martin-Barbaz et Hervé Van der Meulen, qui le dirigent notamment dans le spectacle musical Du Rire aux armes en 2005, et dans Occupe-toi d’Amélie de Feydeau au Théâtre Sylvia Montfort en 2006. Il les assiste également pour Jacques ou la Soumission suivi de L’avenir est dans les œufs de Ionesco, et pour Mozart et Salieri de Rimski-Korsakov au CRR de Boulogne-Billancourt.
En 2008, Olivier Fredj collabore avec Stéphanet Douret pour Le Mandat d’Erdman au Théâtre 13 et met en scène le spectacle chorégraphié par Nathalie Adam : Absent, je te retrouve avec le danseur étoile Jean Guizerix d’après les sonnets de Shakespeare. Il crée  Hum, Hum…  , un spectacle sans paroles pour le groupe tsigane Pad Brapad Moujika.
Il est assistant de metteurs en scène, tels Claude Buchvald pour la reprise de Bastien et Bastienne ou Éric Vigner pour Sextett de Rémi De Vos au CDDB-Théâtre de Lorient et au Théâtre du Rond-Point.

### Régie Générale
Après un stage à L’Opéra de Paris sur Idoménée de Mozart mis en scène par Luc Bondy, il débute la régie à l’invitation de Pierre François Heuclin pour la reprise du Temps des Gitans, d’Emir Kusturica.
Grâce à Elsa Rooke, il rejoint ensuite l’Opéra-Comique comme régisseur général, où il collabore avec des personnalités telles que John Eliot Gardiner et Adrian Noble (Carmen de Bizet, 2009), Jonathan Kent et William Christie (The Fairy Queen de Purcell, 2010), et travaille dans ce cadre au Théâtre de Caen, au Grand Théâtre du Luxembourg, à la Brooklyn Academy of Music…
En 2012, à Caen et au Théâtre des Champs-Élysées il assure la régie générale de La Didone de Cavalli mis en scène par Clément Hervieu-Léger et dirigé par William Christie. Il termine sa carrière de régisseur général à l’Opéra-Comique, à Caen, et dans toute la France avec Vénus et Adonis mis en scène par Louise Moati et dirigé par Bertrand Cuiller.
A l’amphithéâtre de l’Opéra de Paris, il accompagnera l’ensemble 2e2m et Caroline Gautier, Pierre Roullier et Dominique Boivin pour la pièce contemporaine Chat perché, opéra rural.

### Robert Carsen
En 2010, Olivier Fredj entame une collaboration avec le metteur en scène canadien Robert Carsen, dont il devient l’assistant pour la création de My Fair Lady au Théâtre du Châtelet, avant d’en assurer les reprises au Théâtre Mariinski de Saint-Petersbourg et au Lyric Opera de Chicago.
Il l’assiste sur Rigoletto de Verdi au Festival d’Aix-en-Provence, puis au Grand Théâtre de Genève et au Bolchoï à Moscou, et sur  Singin’ in the Rain au Châtelet et au Grand Palais.
Au Festival d’Aix-en-Provence, il travaille aussi aux côtés de Simon McBurney pour sa mise en scène de Die Zauberflöte de Mozart en 2014, et pour sa reprise en juillet 2018[réf. nécessaire].

### Théâtre du Châtelet
Avec Jean-Luc Choplin, Olivier Fredj poursuit au Théâtre du Châtelet, où il assure la reprise de The Sound of Music en 2011 (Emilio Sagi), en assistant le metteur en scène britannique Lee Blakeley pour la création française de Sweeney Todd de Stephen Sondheim en 2011, et de Fanny Ardant pour Passion du même Sondheim en 2017.
Il y signe les mises en espace de La Nuit des Morts Vivants, concert-spectacle de Jean-François Zygel, collabore avec J.P. Delavault avec Pourquoi j’ai mangé mon Père d’après Roy Lewis qui rassemble plus de 300 enfants.

### Metteur en scène
C’est aussi au Théâtre du Châtelet qu’Olivier Fredj signe sa première mise en scène d’opéra, en 2015, avec Il Re Pastore de Mozart, avec le chef d’orchestre Jean-Christophe Spinosi.
La même année, il participe au concours de projets de mise en scène organisé par le Théâtre de la Monnaie de Bruxelles, autour de Mitridate de Mozart, dont il est finaliste. Peter De Caluwe, directeur du Théâtre de la Monnaie, lui confie alors pour la saison suivante une nouvelle production de Macbeth de Verdi, avec Scott Hendricks et Béatrice Uria-Monzon, créée à Bruxelles en septembre 2016, et entrée par la suite au répertoire du Teatr Wiekli de Poznań (Pologne).
En avril 2017, Fredj conçoit et met en scène le gala d’ouverture de la Seine musicale aux côtés de la cheffe d’orchestre Laurence Equilbey avec Sandrine Piau, Stanislas de Barbeyrac, Anaik Morel, Florian Sempey et Bertrand Chamayou, Insula Orchestra et le Chœur Accentus.
Au Grand Théâtre de Luxembourg, il crée l’année suivante Funeral Blues, the Missing Cabaret avec Richard Clothier, Cathy Krier et le baryton Laurent Naouri, spectacle conçu autour de textes et poèmes de W. H. Auden et des Cabaret Songs de Britten, qui sera ensuite repris en 2019 au Théâtre des Bouffes du Nord.
La saison 2018-2019 marque le retour d’Olivier Fredj sur les planches : il interprète le rôle du Prince dans l’adaptation scénique de Peau d’âne de Jacques Demy et Michel Legrand au Théâtre Marigny (Direction Jean-Luc Choplin). Toujours au Théâtre Marigny, il met en scène « Bonsoir », seul-en-scène de et avec Frédéric Mitterrand, avant de retrouver Laurence Equilbey et Insula Orchestra pour une mise en espace du Freischütz de Weber au Theater an der Wien, à Bozar (Bruxelles) et au Barbican Centre de Londres.
Il conçoit et met en scène le spectacle Watch, Voyages divers pour l’Orchestre de chambre de Paris, avec la pianiste Shani Diluka et le DJ Matias Aguayo, projet participatif mettant en relation musiciens et comédiens professionnels, comédiens amateurs issus du Centre pénitentiaire de Meaux-Chauconin et des textes issus d’ateliers d’écriture menés avec des résidents du Samu Social de Paris, de l’EHPAD Hector-Berlioz de Bobigny et de l'hôpital de la Pitié-Salpêtrière. Le spectacle est créé en septembre 2020 à la MC93 de Bobigny.
Pour le Centre Français de Promotion Lyrique et le Palazetto Bru Zane, il met également en scène Le Voyage dans la Lune d’Offenbach pour l’Opéra de Montpellier avant une tournée dans 15 maisons d’opéra françaises entre 2021 et 2024.
Pendant la fermeture des salles de spectacle, il réalise The Queen and her Favorite et The King and her Favorite, deux « concerts pour une spectatrice » adaptés respectivement d’Elisabetta, regina d’Inghilterra de Rossini et de La Favorita de Donizetti, produits et retransmis en direct par le Théâtre de la Monnaie de Bruxelles.
Il met en scène Tosca de Puccini à l’Opéra de Lille avec la soprano Joyce El-Khoury et le ténor Jonathan Tetelman sous la direction musicale d’Alexandre Bloch, spectacle créé en mai 2021 qui compte près de 40 000 spectateurs en streaming.
En 2021-22, outre le Voyage dans la Lune d’Offenbach en décembre 2021 à l’Opéra de Marseille, spectacle repris à Nice, Limoges, Clermont-Ferrand et dans une dizaine d’autres institutions lyriques, il crée La décision de Bertold Brecht et Hanns Eisler avec Sequenza 93 à La Philharmonie de Paris.
En mars 2023, il met en scène le spectacle Bastarda, opéra-série en deux soirées autour du personnage d’Elizabeth Ière, une fresque adaptée des quatre opéras centrés sur les reines Tudor de Gaetano Donizetti, à La Monnaie de Bruxelles.

### Paradox Palace
Après Watch-Voyages Divers et de la mise en relations des lieux fondamentaux de la société, Olivier Fredj crée « Paradox Palace », théâtre engagé, qui réunit pour trois années un Stade Social pour un triptyque de créations collectives.
Il écrit pour présenter sa compagnie :

« Les formes artistiques créées par Paradox Palace sont une réplique, une réponse sociétale et théâtrale :
Au présentisme et à l’urgence qui renient ou muséifient le passé et tentent de faire de l’innovation le palliatif d’un futur qui paraît impossible et anxiogène.
À l’isolement par le même, tant des algorithmes immaîtrisables, des miroirs permanents des panoptiques virtuels, que du confort de l’entre-soi des élites comme des exclus.
Au refus de l’opacité et à l’obligation du vrai, du direct, de l’information, du contenu à tout prix. Pour lui opposer le conte, le récit et la forme.
À la violence, tant des certitudes, des jugements des extrêmes, que de la paix totalitaire des puissants par l’uniformité.
À la tentation d’une culture qui ne saurait qu’accueillir en noblesse ou rendre visite en colonial, mais ne saurait pas rejoindre le lieu commun, ne risquerait pas l’affrontement. »

— Olivier Fredj

## Mises en scène
- 2006 : Hum, hum... comédie Moujikale œuvre musicale tsigane de Pad Brapad Moujika
- 2008 : Absent, je te retrouve - Shakespeare - mise en scène - chorégraphe N.Adam - avec Jean Guizerix, étoile
- 2012 : Love Box, Boxons d’Amour - mise en scène de la pièce de B. Hertz / Ensemble 2e2m dir. Pierre Roullier
- 2013 : La Nuit des Morts Vivants - Mise en espace du concert de J-F Zygel - Théâtre du Châtelet
- 2015 : Il Re Pastore[17]- Mise en scène - Théâtre du Châtelet - Paris
- 2015 : Concours Mitridate - finaliste - Théâtre Royal de la Monnaie - Bruxelles
- 2016 : Macbeth[18] - Mise en scène - Théâtre Royal de la Monnaie - Bruxelles / Teatr Wielki - Poznań (répertoire)
- 2017 : Gala d’inauguration de la Seine Musicale[19] - conception et mise en scène - Boulogne
- 2018 : Bonsoir[20] ! Mise en scène - de et par Frédéric Mitterrand - Studio Marigny - Paris
- 2019 : Funeral Blues[21], - Britten/Auden - Bouffes du Nord
- 2019 : Der Freischütz[22] - C.M. Von Weber - semi stage - Insula Orchestra - Theater an der Wien, Bozar, Barbican / Theater an der Wien
- 2020 : Watch - projet sociétal : Samu Social, Centre Pénitentiaire, Ehpad, APHP, avec Shani di Luka et Mattias Aguayo, Orchestre de Chambre de Paris / MC93 / Maison de la Poésie
- 2020 : Le Voyage dans la Lune - J. Offenbach[23] - CFPL - Opéra de Montpellier et 15 coproducteurs
- 2021 : Bel Canto filmed concerts - La Monnaie De Munt Bruxelles
- 2021 : Tosca, Opéra de Lille[24]
- 2022 : La Décision - Bertold Brecht Hanns Eisler - Philharmonie de Paris
- 2023 : Bastarda - G. Donizetti d’après La tétralogie «Tudors» - La Monnaie-De Munt, Bruxelles

## Reprises de mises en scène
- 2011 : The Sound of Music / reprise de la mise en scène d’Emilio Sagi - Théâtre du Châtelet, Paris
- 2013 : My Fair Lady / reprise de la mise en scène de Robert Carsen - Théâtre Mariinsky / Théâtre du Châtelet
- 2014 : Rigoletto / reprise de la mise en scène de Robert Carsen - Théâtre Bolchoï, Grand Théâtre de Genève
- 2015 : Singing In The Rain / reprise de la mise en scène de Robert Carsen - Théâtre du Châtelet
- 2017 : My Fair Lady / reprise de la mise en scène de Robert Carsen - Opéra lyrique de Chicago
- 2017 : Singing In The Rain / reprise de la mise en scène de Robert Carsen - Grand Palais, Paris.
- 2018 : Die Zauberflöte - m.e.s Simon Mc Burney - Festival d’Aix en Provence

## Assistanats à la mise en scène
- 2005 : Occupe toi d’Amélie - Georges Feydeau - m.e.s J-L Martin-Barbaz - Silvia Monfort, Festival d'Anjou
- 2005 : Du Rire aux Armes cabaret militaire - m.e.s Jean-Louis Martin-Barbaz - Studio-Théâtre, Asnières
- 2006 : Mozart und Salieri - Nikolaï Rimski-Korsakov - m.e.s Jean-Louis Martin-Barbaz - CNR de Boulogne
- 2007 : Bastien und Bastienne - W.A. Mozart - m.e.s Claude Buchvald - Opéra de Rouen
- 2008 : Le Mandat - Nikolaï Erdman - avec Stéphane Douret - Théâtre 13 Paris, Cartoucherie
- 2009 : Sextett - Rémi De Vos - m.e.s Éric Vigner - CDDB, Théâtre du Rond-Point
- 2010 : Chat perché Opéra rural - J.M. Singier - m.e.s C. Gautier - D. Boivin - Opéra de Paris
- 2010 : My Fair Lady - Loewe & Lerner - m.e.s Robert Carsen - Théâtre du Châtelet, Paris
- 2011 : Sweeney Todd - S. Sondheim - m.e.s Lee Blakeley - Théâtre du Châtelet, Paris
- 2013 : Pourquoi j'ai mangé mon père[25] - R. Lewis - Théâtre du Châtelet
- 2013 : Rigoletto - G. Verdi - m.e.s Robert Carsen - Festival d’Aix en Provence
- 2014 : La Flûte enchantée - W.A Mozart - m.e.s Simon McBurney - Festival d’Aix en Provence
- 2015 : Singing In The Rain - m.e.s Robert Carsen - Théâtre du Châtelet
- 2016 : Passion - Stephen Sondheim - m.e.s Fanny Ardant - Théâtre du Châtelet

## Régie générale
- 2006 : Régie stagiaire / Idomeneo / W.A. Mozart / Luc Bondy, T. Hengelbrock - Opéra National de Paris - Garnier
- 2008 : Régie plateau / surtitrage Le Temps des Gitans dir. Emir Kusturica, Palais des Congrès de Paris
- 2009 : Carmen / Bizet / A. Noble, J.E. Gardiner - Opéra Comique, Grand Théâtre de Luxembourg
- 2010 : The Fairy Queen / Purcell / J. Kent, W. Christie - Opéra Comique Paris, Caen, BAM New York.
- 2012 : La Didone / Cavalli / C. Hervieu-Léger, W. Christie - Théâtre de Caen - Théâtre des Champs-Elysées
- 2012-2013 : Vénus et Adonis / Blow / L. Moaty, B. Cuiller - Caen, Lille, Opéra Comique, Nantes-Angers Opéra

## Chanteur
- 1996-1999 : Chanteur et guitariste dans Chants de la Terre - Pasànote, compagnie chorégraphique
- 2005 : Chanteur (rôle principal) – et guitariste pour Du rire aux armes - dir. J-L Martin-Barbaz. Studio Théâtre
- 2018 : Le Prince - Peau d’âne[26] de M. Legrand et J. Demy - m. e.s E. Sagi - Théâtre Marigny Paris

## Comédien
- 2005 : Voix off pour Why We Fight, séries de 8 documentaires.
- 2006 : Occupe-toi d'Amélie / G.Feydeau – dir. J-L Martin-Barbaz. - Silvia Monfort
- 2007 : Master of Ceremony – rôle bilingue pour le Newport Bay Xmas Show dir. Katie Harris – Disneyland Paris
- 2019 : Isaac Offenbach (chanteur et acteur) dans le docu-fiction Odyssée d’Offenbach